# Fernandezina fernandoi
Espèce
Fernandezina fernandoi est une espèce d'araignées aranéomorphes de la famille des Palpimanidae.

## Distribution
Cette espèce est endémique du Minas Gerais au Brésil,. Elle se rencontre à Januária dans le parc national des Cavernas do Peruaçu dans la grotte Gruta do Janelão.

## Description
Le mâle holotype mesure 3,09 mm et la femelle paratype 3,70 mm.

## Systématique et taxinomie
Cette espèce a été décrite par Carvalho, Braga-Pereira et Santos en 2024.

## Étymologie
Cette espèce est nommée en l'honneur de Fernando Amaral da Silveira. 

## Publication originale
- Carvalho, Braga-Pereira & Santos, 2024 : « Two new species of Fernandezina Birabén, 1951 (Araneae, Palpimanidae) from cave and epigean habitats in Brazil. » Zootaxa, no 5415(1), p. 181-192.